# Calobrium
Calobrium is een kevergeslacht uit de familie van de boktorren (Cerambycidae). De wetenschappelijke naam van het geslacht werd voor het eerst geldig gepubliceerd in 1903 door Fairmaire.

## Soorten
Calobrium is monotypisch en omvat slechts de volgende soort:
- Calobrium perrieri Fairmaire, 1903